# 松崎みずほ
松崎　みずほ（まつざき　みずほ、1979年1月20日 -）は熊本県の上益城郡御船町出身の日本の柔道家。現役時代は78kg級の選手。身長161cm。得意技は背負投。

## 人物
最初はバレエに取り組んでいたが、小学校6年の時に近所にある山下泰裕を育てたことで知られる白石礼介の運営する道場で柔道を始めることになった。九州学院中学から九州学院高校へ進むと、1，2年の時に全国高校選手権72kg級を連覇した。1997年に帝京大学に進むと、大学2年の時には全日本ジュニア78kg級で優勝して、世界ジュニアでも2位となった。また、この年から体重別決勝では警視庁の阿武教子に4年連続で敗れて2位にとどまることにもなった。全国女子体重別では2連覇を果たした。さらに1999年12月の福岡国際では優勝を飾った。2001年にはコマツ所属となると、実業個人で優勝を飾った。また、当時としては珍しい賞金大会であるグランプリ・セビリアにも出場して優勝を果たした。2002年にはフランス国際でも優勝したが、体重別では3位に終わった。ワールドカップ国別団体戦では準決勝のフランス戦のみに出場して敗れたものの、チームは優勝を飾った。アジア大会では2位に終わった。2003年の体重別では2年ぶりに決勝まで進むが、またもや阿武に敗れることになった。アジア選手権では3度目の出場でようやく優勝を果たした。2004年には全日本選手権の準決勝で綜合警備保障の塚田真希に小外掛で敗れたものの3位となった。2005年の体重別では決勝で淑徳大学の中澤さえに袈裟固で敗れて体重別6度目の2位にとどまった。同じ階級に阿武教子がいたために、世界で活躍できるだけの実力を有しながら長いこと2番手に甘んじて、ついに代表になることが出来ずに終わった。

## 主な戦績
- 1995年　-　全国高校選手権　優勝
- 1995年　- フランスジュニア国際　優勝
- 1996年　-　全国高校選手権　優勝
- 1996年　- ドイツジュニア国際　優勝
- 1998年　-　体重別　2位
- 1998年　- 正力杯　2位
- 1998年　- 全日本ジュニア　優勝
- 1998年　- 世界ジュニア　2位
- 1998年　- 全国女子体重別　優勝
- 1999年1月　-　福岡国際　3位
- 1999年　- フランス国際　5位
- 1999年　- 体重別　2位
- 1999年　- 正力杯　2位
- 1999年　- ユニバーシアード　3位
- 1999年　- 全日本学生柔道優勝大会　3位
- 1999年　- 全国女子体重別　優勝
- 1999年12月 -　福岡国際　優勝
- 2000年　-　フランス国際　2位
- 2000年　- 全国女子体重別　2位
- 2000年　- アジア選手権　2位
- 2000年　- 全日本学生柔道優勝大会　2位
- 2000年　- 体重別　3位
- 2000年　- 福岡国際　2位
- 2001年　-　フランス国際　3位
- 2001年　- オーストリア国際　優勝
- 2001年　- 体重別　2位
- 2001年　- アジア選手権　2位
- 2001年　- 東アジア大会　2位
- 2001年　- 実業個人　優勝
- 2001年　- グランプリ・セビリア　優勝
- 2002年　-　フランス国際　優勝
- 2002年　- 体重別　3位
- 2002年　- ワールドカップ国別団体戦　優勝
- 2002年　- アジア大会 2位
- 2002年　- 全国女子体重別　2位
- 2002年　- 福岡国際　3位
- 2003年　-　ドイツ国際　2位
- 2003年　- 体重別　2位
- 2003年　- アジア選手権　優勝
- 2002年　- 全国女子体重別　2位
- 2003年　- 福岡国際　3位
- 2004年　-　ドイツ国際　優勝
- 2004年　- 体重別　3位
- 2004年　- 全日本選手権　3位
- 2005年　-　ドイツ国際　5位
- 2005年　- 体重別　2位
- 2006年　- 実業個人　2位

（出典、JudoInside.com）